# Niech żyje sport!
Niech żyje sport! (ang. The Freshman) – amerykański film z 1925 roku w reżyserii Freda C. Newmeyera oraz Sama Taylora.

## Fabuła
Ofermowaty student nie szczędzi wysiłków, by cieszyć się popularnością wśród znajomych w kampusie uczelni.

## Obsada
- Harold Lloyd – Freshman
- Jobyna Ralston – Peggy
- Brooks Benedict – drań college’u
- James Anderson – bohater college’u
- Hazel Keener – piękność college’u
- Joseph Harrington – krawiec college’u
- Pat Harmon – trener futbolu amerykańskiego

## Wyróżnienia
| Rok wyróżnienia | Amerykański Instytut Filmowy                                    | Miejsce     |
| --------------- | --------------------------------------------------------------- | ----------- |
| 2000            | Lista 100 najśmieszniejszych amerykańskich filmów wszech czasów | 79. miejsce |